# Quaternião hiperbólico
Na matemática, um quaternião hiperbólico (português europeu) ou quatérnio hiperbólico (português brasileiro) é um conceito matemático sugerido primeiramente por Alexander MacFarlane em 1891 em um discurso na Associação Americana para o Avanço da Ciência. A ideia foi criticada por sua falha em adaptar-se à associatividade da multiplicação. Os quaterniões hiperbólicos são uma extensão dos números complexos hiperbólicos.

## Estrutura algébrica
Como os quaterniões, o conjunto  dos quaterniões hiperbólicos dá forma a um espaço vetorial sobre os números reais de dimensão 4. Uma combinação linear
{\displaystyle q=a+bi+cj+dk}
é um quaternião hiperbólico quando {\displaystyle a,} {\displaystyle b,} {\displaystyle c,} e {\displaystyle d} são números reais e o conjunto da base {{\displaystyle 1,i,j,k}} tem estes produtos:
{\displaystyle ij=k=-ji}
{\displaystyle jk=i=-kj}
{\displaystyle ki=j=-ik}
{\displaystyle i^{2}=j^{2}=k^{2}=1}
Ao contrário dos quaterniões de Hamilton, de que estes são um forma modificada, os quaterniões hiperbólicos não são associativos. Por exemplo, {\displaystyle (ij)j=kj=} {\displaystyle -i,} quando {\displaystyle i(jj)=i.} As primeiras três relações mostram que os produtos dos elementos (não-reais) da base são anticomutativos. Embora esse conjunto da base não forme um grupo, o conjunto
{\displaystyle \{1,i,j,k,-1,-i,-j,-k\}}
forma um quasegrupo. Note também que todo o subplano do conjunto M de quaterniões hiperbólicos que contenham o eixo real forma um plano de números complexos hiperbólicos. Se
{\displaystyle q*=a-bi-cj-dk}
é o conjugado de {\displaystyle q,} então o produto 
{\displaystyle q(q*)=a^{2}-b^{2}-c^{2}-d^{2}}
é a forma quadrática usada na teoria do espaço-tempo. A forma bilinear chamada de produto interno de Minkowski surge como a parte real com o sinal invertido do produto dos quaterniões hiperbólicos {\displaystyle pq*:}
{\displaystyle -p_{0}q_{0}+p_{1}q_{1}+p_{2}q_{2}+p_{3}q_{3}.}
Note que o conjunto das unidades {\displaystyle U=} {{\displaystyle q:qq*\neq 0}} não é fechado sob a multiplicação.

## Referência
- MacFarlane (1891) "Principles of the Algebra of Physics" Proceedings of the American Association for the Advancement of Science 40:65-117.
- MacFarlane (1900) "Hyperbolic Quaternions" Proceedings of the Royal Society at Edinburgh, 1899-1900 session, pp. 169–181.
- Alexander Macfarlane and the Ring of Hyperbolic Quaternions